# Дяченко, Игорь Алексеевич
Игорь Алексеевич Дяченко (род. 30 сентября 1966 года, Первомайское, Николаевская область) — глава муниципального образования город Новороссийск (до 24 декабря 2021 года), кандидат политических наук, секретарь Новороссийского местного отделения партии «Единая Россия».

## Биография
Отец Игоря Дяченко был моряком, работал в одесском мореходстве, скончался в 1991 году. Мать в прошлом инженер-технолог в зерновой лаборатории новороссийского порта. Старший брат Вячеслав работает в сфере ЖКХ. Семья переехала в Новороссийск в 1969 году.
В 1985 году окончил морское училище в Ростове-на-Дону и начал работать мотористом 2-го класса на судах дальнего плавания, параллельно поступил в Новороссийское высшее инженерное морское училище. Таксовал.
В 1990 году окончил его, получив квалификацию «инженер‑судомеханик» и следующие четыре года был механиком Новороссийского морского пароходства. После, вместе со второй женой Татьяной Николаевной Гриценко, занимался оптовыми поставками из Турции. В 2008 году окончил Северо-Кавказскую академию государственной службы по квалификации — «менеджер».
От первого брака дочь Мария Игоревна Демидова (Дяченко), родила внука Мирона. 
Сейчас женат в третий раз, жена - руководитель Филиала МФЦ в Новороссийске, родила сына.
Дяченко увлекается мотоциклами и охотой.

## Политическая карьера
В 2006 году начал работать в администрации города Новороссийска. С 2009 года исполнял обязанности заместителя главы муниципального образования по экономике.
С 30 сентября 2016 года, после избрания Владимира Синяговского в Госдуму, Дяченко исполнял обязанности главы муниципалитета.
Во время предвыборной кампании в декабре того же года его кандидатуру поддержал губернатор Кубани Вениамин Кондратьев, и в ходе тайного голосования, во время выборов, Дяченко набрал большинство голосов и официально вступил в должность главы города.
27 декабря 2016 года официально вступил в должность главы муниципального образования.
Утром 27 ноября 2021 года Игорь Дяченко объявил об уходе с поста мэра Новороссийска.

## Доходы
По состоянию на 2018 год Дяченко заработал 1 497 236, 49 рублей. Из недвижимости у Игоря Дяченко два земельных участка, общей площадью почти 1000 кв.м., два дома и квартира.